# Koninkrijk Kanyok
Het koninkrijk Kanyok was een koninkrijk van het Lubavolk dat in Centraal-Afrika bestond in het begin van de 18e eeuw. Het heeft enige verwantschap met de moderne Kanyok-taal.
Mogelijk maakten de Kanyok deel uit van een groter koninkrijk genaamd Kulundwe. Mondelinge overleveringen vertellen dat Shimat Citend, of zijn zoon Cibend Kadwo, in het begin van de 18e eeuw weigerde om Kulundwe nog langer tribuut te betalen. Dit leidde ertoe dat Kanyok de heerschappij van Kulundwe niet langer erkende.
Rond deze tijd vielen Kanyok-troepen het Lunda-rijk binnen en vestigden daar een fort. Ze bouwden een sterke vesting in dat gebied en doodden Nawej, de eerste historisch gedocumenteerde heerser van het Lunda-rijk.